# Patentieren (Wärmebehandlung)
Patentieren ist ein Sonderverfahren der Wärmebehandlung. Es wird u. a. auf Band und Draht angewendet. Zweck des Verfahrens ist das Einstellen eines für das anschließende Kaltumformen günstigen Gefüges. Dazu wird der Werkstoff nach erfolgter Austenitisierung auf eine Temperatur abgekühlt, die über der Martensitstarttemperatur liegt. Die Abkühlung kann an Luft oder im Salzbad erfolgen. Bei der Drahtherstellung wird dadurch ein dichtstreifiger Perlit (auch als Sorbit bezeichnet) erzielt, der ein für das Ziehen gut geeignetes Gefüge darstellt.